# Robert de Bonnières
Pour les articles homonymes, voir Bonnières.
Robert de Bonnières de Wierre, né à Paris le 7 avril 1850 où il est mort le 7 avril 1905, est un poète, romancier, journaliste et critique littéraire français.

## Biographie
Robert de Bonnières de Wierre grandit dans l’Oise, dans le domaine patrimonial d’Auviller, berceau de sa famille. Celle-ci l’envoie étudier en pension au collège Stanislas de Paris.
La guerre le rattrape et, en 1870, il s’engage volontairement avant la fin de ses études. Il participe à la campagne de Loire et à celle de l’Est. Il revient vivre ensuite à Paris où il habite 26 rue de Condé, dans l’immeuble où vécut Beaumarchais et où s’installera ensuite le Mercure de France. Ses parents le poussent alors à étudier le droit pour préparer une carrière diplomatique, mais il y renonce pour se consacrer à la littérature. C’est pendant cette période qu’il effectue avec sa femme un long voyage en Inde, dont les souvenirs seront la source de son roman Le Baiser de Maïna, publié en 1886, et qu’il situe à Bénarès, « ville sainte [...] qu’il suffit d’avoir vue une fois pour être allégé d’un lourd fardeau de péchés et de crimes, celle où quelquefois les saints redescendent du ciel pour achever leur purification », écrit-il dans la préface.

### L'écrivain amateur d'art
À Paris, il fréquente un grand nombre d’écrivains tels José-Maria de Heredia, Paul Bourget et Anatole France. Guy de Maupassant lui dédie la nouvelle La Folle, en décembre 1882.
Il se lie aussi avec des peintres ; on trouve dans son appartement des pastels d’Edgar Degas, des œuvres d’Auguste Renoir ou encore d’Albert Besnard. Ces deux derniers, tout comme James Tissot, feront le portrait de son épouse Henriette. Amateur de musique, en particulier de Gabriel Fauré, il organise des soirées musicales dans son appartement. Il collabore avec plusieurs compositeurs et rédige notamment le livret de l’opéra comique Attendez-moi de Vincent d'Indy qui mettra en musique le conte Saugefleurie en 1885.
Robert de Bonnières participe au projet du Parnasse contemporain comme la plupart des poètes du moment. Ce vaste projet de l’éditeur Alphonse Lemerre réunit quelque 590 poèmes contemporains de pas moins d’une centaine de poètes. Parmi eux, Robert de Bonnières écrit quatre Sonnets russes pour le troisième tome édité en 1876.

### Le journaliste critique littéraire
Dans les années 1880, il se lance dans la presse et rédige des critiques littéraires dans Le Gaulois, Le Figaro, Gil Blas et la Revue des deux Mondes sous les pseudonymes de James, Robert Étienne ou encore Robert Robert. Ses articles seront réunis dans un recueil en trois volumes, Mémoires d’aujourd’hui, édité entre 1883 et 1888, qui reste son ouvrage le plus célèbre et demeure une mine d’informations sur l’histoire littéraire de l’époque. Pendant cette période, il écrit trois romans : Les Monach en 1885, Le Baiser de Maïna en 1886 et Jeanne d’Avril en 1887.
Mais, comme le note l’académicien Henri de Régnier dans l’article qu’il lui consacre le 7 mars 1931 dans Les Nouvelles littéraires, Robert de Bonnières reste tourmenté par sa grande exigence, que révèlent ses critiques, et qui deviendra un obstacle à sa création. « Sa page n’était plus que rature » écrit l’académicien. Il n’écrit que deux romans dans les années 1890 : Petit Margemont et Lord Hyland, histoire véritable où l’on sent, selon Régnier, une « torture littéraire » malgré la qualité des deux textes.

### Le poète du merveilleux
Dans l’œuvre de Robert de Bonnières, les contes occupent une place particulière puisqu’on peut considérer qu’ils l’encadrent : les Contes de fées datent de 1881 et les Contes à la reine de 1893. On retrouve dans les Contes de fées les ingrédients traditionnels du genre depuis Charles Perrault : une période indéterminée aux airs médiévaux, des rois, un château... et des personnages archétypaux sans épaisseur psychologique, leur nom se limitant le plus souvent à un trait de caractère, à un aspect physique ou à leur rôle dans l’histoire : Sauge-Fleurie, Rose-Rose, le page Parfait.
Robert de Bonnières apporte des innovations au genre. Tout d’abord, à la suite d’Alexandre Pouchkine et de Louise Ackermann, il lui donne une forme poétique qui en rend parfois la lecture difficile. Les vers choisis sont l’octosyllabe, le décasyllabe ou l’alexandrin à rimes régulières, le plus souvent embrassées.
Mais ce sont plutôt les histoires inventées par Robert de Bonnières qui le distinguent. Tout d’abord, on y décèle une certaine noirceur où la mort n’est plus à craindre, comme dans le conte des Trois petites princesses où le cadeau d’une des fées à la troisième princesse est la mort elle-même. L’histoire se conclut avec la morale suivante :
Mieux que Bonheur et Beaux appas

Vaut la Mort, pour ce qui est de la vie :

Ne la plaignez : Qui ne l’envie

Ne vécut et ne m’entends pas.
Si les héros de Robert de Bonnières n’ont pas, comme le veut le genre, d’épaisseur psychologique, ce ne sont pas pour autant des jeunes gens traversant des épreuves pour finir par « vivre heureux et avoir beaucoup d’enfants ». Il s’agit, au contraire, parfois de vieillards, de héros modestes, voire médiocres, comme dans Mulot et Mulotte. Ce dernier conte, par ailleurs, n’est pas sans révéler les préjugés de l’époque sur les femmes :
Mulotte, ainsi qu’elle eût fait à vingt ans

Baissa les yeux ; car, pour femme soumise,

Parler devant son homme n’est de mise :

L’exemple est bon aux femmes de tout temps.
Mais comme le dit Hans Laufcan : « On juge mal les hommes si on ne leur pardonne les préjugés de leur pays ou de leur temps. » Mulot et Mulotte révèle aussi une philosophie proche du stoïcisme qui se détache des plaisirs matériels et qui fuit la gloire comme une illusion dangereuse.

## Œuvres
- L’Ataman cosaque, L’Épreuve, Le Meurtrier, L’Orgueil d’Ostap, sonnets publiés dans la tome 3 du Parnasse contemporain, recueil de vers nouveaux, Antoine Lemerre, Paris, 1876.
- Lettres grecques de Madame Chénier, Charavay frères, Paris, 1879.
- Contes de fées, Charavay frères, Paris, 1881 Texte en ligne Réédités en 2008 par les éditions du Livre unique dans une édition critique de Victor Flori.
- Les Monach, Paul Ollendorff, Paris, 1885 Texte en ligne
- Le Baiser de Maïna, Paul Ollendorff, Paris, 1886
- Jeanne d’avril, Paul Ollendorff, Paris, 1887
- Mémoires d’aujourd’hui, Paul Ollendorff, Paris, 3* vol., 1883, 1885 et 1888 Texte en ligne 1 2 3
- Petit Margemont, Paul Ollendorff, Paris, 1890
- Contes à la reine, Paul Ollendorff, Paris, 1892
- Lord Hyland, histoire véritable, Paul Ollendorff, Paris, 1895

## Prix
- Prix Archon-Despérouses 1893[2].